# Ministrstvo za čaranje
Ministrstvo za čaranje je ustanova v znanem literarnem delu - Harry Potter. Skriva se pod zemljo, v eni od Londonskih četrti. Vhod do njega je v  telefonski govorilnici. Na telefonu moraš zavrteti številko 62442.

## Deli ministrstva
SEKRETARIAT ZA MEDNARODNO SODELOVANJE MED ČAROVNIKI:
Naloga:
Sodelovanje med čarovniki
Poduradi:
Biro za uveljevanje standardov svetovne trgovine, pravna pisarna za mednarodne zadeve in zbornica britanskih poslancev Mednarodne zveze čarovnikov
Glavni:
Barty Hulesh( Do 4.knjige)
Člani:
Percy Weasley, Žolnir Blocksberg

SEKRETARIAT ZA SKRIVNOSTI:
Naloga:
Varovana skrivnost
Člani:
Bode in Croaker

SEKRETARIAT ZA ČAROBNE NESREČE IN KATASTROFE:
Naloga:
Omogočanje varnosti bunkeljev pred čarovniki
Poduradi:
Urad za storniranje ponesrečenih čarovnij, centralni sedež pozabatorjev in komite za najduhovitejše izgovore
Člani:
Bivši član je Cornelius Schuhshmaar

URAD ZA ZLORABO BUNKELJSKIH IZDELKOV:
Naloga:
Pazijo, da se ne začara tisto kar naredijo bunkeljni
Glavni:
Arthur Weasley
Člani:
Perkins

SEKRETARIAT ZA NADZOR NAD ČAROBNIMI BITJI:
Naloga:
Kontrolirajo čarobna bitja
Poduradi:
Uradi za živali, bitja in za duhove; diplomatska skupina za stike z goblini in resor za svetovanje pri težavah s škodljivci
Glavni:
Amos Diggory
SEKRETARIAT ZA ŠPORT:
Naloga:
Organizirajo športne in druge prireditve
Poduradi:
Sedež britanskega in irskega združenja klubov quidditcha, zveza prdnikolarjev in urad za registracijo butastih patentov
Glavni:
Ludo Malhaar
Člani:
Bertha Boothel

KOMITE ZA EKSPERIMENTALNE UROKE:
Naloga:
Preizkušanje novih urokov
Člani:
Gilbert Wimple
URAD ZA PONESREČENE UROKE:
Naloga:
Popravljanje zmede, ki nastane med čaranjem pred bunkeljni
 SEKRETARIAT ZA PROMET IN ZVEZE:

Naloga:
Prekrivanje čarovnikov in njihovim prevozov bunkeljnom
Poduradi:
Nadzorni svet frčamrežja, inšpekcijska služba metel, agencija za dvernike in izpitni center za udejanjenje

URAD ZA NADZOR GOBLINOV:
Naloga:
Ohranjanje solidarnosti med goblini in čarovniki
KOMITE ZA ODSTRANJEVANJE NEVARNIH BITIJ:
Naloga:
Ubijanje nevarnih bitij

SEKRETARIAT ZA NOTRANJE ZADEVE:
Poduradi:
Urad za nadzor nad nedovoljenimi oblikami čaranja, operativni štab aurorjev in administrativne službe Starihosveta